# ジャンプBOOKストア!
ジャンプBOOKストア!（ジャンプブックストア）は、集英社直営の電子書籍販売アプリケーション。

## 概要
『ジャンプコミックス』をはじめ『週刊少年ジャンプ』とその系列誌の単行本、小説や雑誌『ジャンプGIGA』などを電子書籍として配信している。書籍の値段は紙と比べてやや低めに設定されている。
2012年10月にiOS版がリリース、2013年1月にAndroid版がリリースされた。当初から商業的成功をおさめ、『ジャンプLIVE』・『少年ジャンプ+』の創刊に繋がった。2014年9月からはウェブサイトの機能が創刊された『少年ジャンプ＋』に吸収された。
しばしば、サイト内で有料コンテンツの無料閲覧キャンペーンやさまざまな特別企画、アンケートなどが行われている。
アプリのプラットホームには株式会社ACCESSの電子出版ソリューション「ACCESS™ Digital Publishing Ecosystem（現・PUBLUS）」が採用された。電子書籍ビューアには「NetFront® BookReader」が採用された。
同じ集英社のコンテンツでも女性向け漫画の電子書籍は『マーガレットBOOKストア!』で配信されている。
2022年11月30日にサービスを終了した。